# Четверта Золочівська бригада УГА
4-та Золочівська бригада — військове формування у складі 2-го корпусу Української Галицької армії.
Створена з групи «Схід» у січні 1919 року.

## Відомості
З самого початку в січні і лютому 1919 року, під командуванням полковника Василя Дідюкова, в кінці лютого команда перейшла в руки отамана Степана Шухевича, а пізніше від 3 травня бригадою командував полковник Степан Чмелик. Начальником штабу був сотник Мирон Луцький а після нього сотник Осип Демчук. З січня 1919 — Начальний лікар 4-тої бригади УГА в Камінці Струмиловій — доктор Білозор Володимир.
Розташування командування бригади було село Куровичі, а в другій половині березня 1919 року вона була перенесена в село Борщовичі.
Бригада складалася з 4 піхотних куренів. У травні 1919 року була організована кінно-кулеметна сотня під командуванням четаря Салька Ротенберга і четаря Михайліва.
Під Львовом бригади охороняли частину фронту від села Великі Грибовичі, та далі через Малехів, Ляшки, Сороки, Кривчиці, Чортову скелю, аж до Пасік. Протягом першого відступу, в районі Чорткова з 4 куренів було сформовано 7-ий і 8-ий піхотні полки. У бригаді було 2 артилерійських полки, один легкий і один важкий під командуванням сотника Лясковського (наддніпрянець).
8 червня 1919 бригада взяла участь у Чортківській офензиві, в боях під Білобожницею, Теребовлею, Бережанами і Поморянами. Під час другого відступу бригада переправилися через річку Збруч в районі м. Скали.
За Збручом, 21 липня 1919 р., командування бригади перейшла в руки отамана Лясковського, і останнім командиром бригади був Богуслав Шашкевич. Під час переможного походу на Київ бригада була в групі армії генерала Вольфа, і творила ліве крило антибільшовицького фронту.
Під час битви за Проскурів, в серпні 1919 року 7-ий полк бригади під командуванням сотника Петра Газдайки, захопили бронепотяг противника і перейменував його в «Золочівка», пізніше 8-ий полк бригади під командуванням сотника Іванова захопив інший більшовицький бронепотяг і перейменував його на «Галичину».
Після зайняття Проскурова, бригада вела низку переможних боїв за Старокостянтинів, Шепетівку, Полонне, а пізніше разом з 7-ю Львівською бригадою 22 серпня 1919 року зайняла Житомир. Після здобуття Коростеня, бригада вела важкі криваві бої з більшовиками за Коростишів.
По втраті Києва бригада відступає на Козятин і переведена на фронт проти білої армії генерала Денікіна.

## Вояки бригади
- Евстахій Гомотюк — хорунжий кінної сотні